# ケルン級軽巡洋艦
| ケルン級軽巡洋艦                                      | ケルン級軽巡洋艦 |
| ----------------------------------------------------- | --- |
| スカパ・フローで撮られた「ドレスデン（SMS Dresden）」 | |
| 艦級概観                                              | |
| 艦種                                                  | 軽巡洋艦 |
| 艦名                                                  | 地名 |
| 前級                                                  | ケーニヒスベルク級 |
| 次級                                                  | エムデン (軽巡洋艦・3代) |
| 性能諸元（データはネームシップのもの）                | |
| 排水量                                                | 常備：5,620トン 満載：7,488トン |
| 全長                                                  | 155.5m 149.8m（水線長） |
| 全幅                                                  | 14.2m |
| 吃水                                                  | 6.43m |
| 機関                                                  | 海軍式シュルツ・ソーニクロフト型石炭専焼水管缶10基&同重油専焼水管缶2基 +海軍式パーソンズ型直結タービン（高速型・低速型）2組2軸推進 |
| 最大出力                                              | 48,708hp |
| 最大速力                                              | 計画：27.5ノット 公試：29.3ノット                                                                                                  |
| 航続距離                                              | 12ノット/4,850海里 |
| 燃料                                                  | 石炭：300トン（計画）、800トン（常備） 重油：200トン（計画）、850トン（満載）                                                      |
| 乗員                                                  | 542名 |
| 兵装                                                  | クルップ 15cm（45口径）単装速射砲8基 8.8cm（44口径）単装高角砲3基 60cm水上魚雷発射管単装4門 機雷200個                              |
| 防御                                                  | 舷側：60mm（最厚部） 甲板：40mm（最厚部）、20mm（機雷庫） 主砲防盾：50mm 司令塔：100mm                                             |

ケルン級軽巡洋艦 （Cöln Class） はドイツ海軍が建造した軽巡洋艦で1914年度海軍計画で一挙10隻が建造されたが第一次世界大戦の勃発により8隻が建造遅延し、結局2隻のみ完成した。ドイツ海軍での類別は小型巡洋艦。

## 概要
本級は前級であるケーニヒスベルク級の改良型として設計・建造された。変更点は重油専焼缶を6基に増加すると共に重油燃料の容量増加。武装面では威力の高い60cm魚雷の初採用、高角砲の数を3門に増やした。

## 艦形

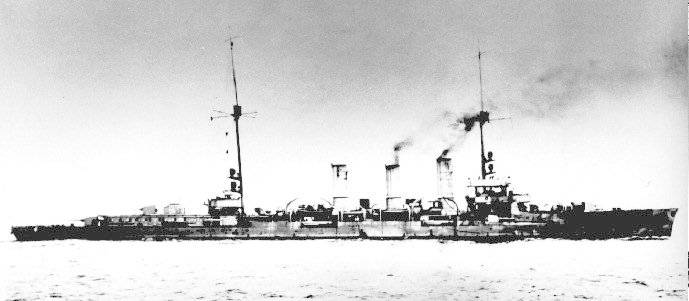
1918年に撮られた「ドレスデン」。

本級の船体は前級に引き続き長船首楼型船体を採用していた。艦首は前方に強く傾斜したクリッパー型の艦首から中央部が狭い艦首甲板上に波きり板を設けた後ろに主砲の15cm速射砲を防盾の付いた単装砲架で1番2番主砲を並列配置で2基、その背後に司令塔を基部とする船橋（ブリッジ）をのせた箱型艦橋と前部マストが立つ。船体中央部に等間隔に並んだ3本の煙突が立ち、その周囲は艦載艇置き場となっており、艦載艇は2本1組のボート・ダビットが片舷2組で計4組により運用された。舷側甲板上には15cm速射砲が片舷2基配置された。3番煙突の後方に8.8cm（45口径）高角砲が単装砲架で直列に2基が配置され、後部見張り所を基部とする後部マストの後方にも8.8cm高角砲1基が配置される予定であった。船首楼の末端部に7番主砲1基が、そこから甲板一段分下がった後部甲板上に8番主砲1基が後ろ向きに背負い式配置とされた。

## 同型艦
- ケルン (Cöln)
- ドレスデン (Dresden)

※ 建造中止：
ヴィースバーデン (Wiesbaden)
マクデブルク (Magdeburg)
ライプツィヒ (Leipzig)
ロストック (Rostock)
フラウエンロープ (Frauenlob)
ケルン代艦 (Ersatz Cöln)
エムデン代艦 (Ersatz Emden)
カールスルーエ代艦 (Ersatz Karlsruhe)

## 参考図書
- 「世界の艦船　増刊第60集　ドイツ巡洋艦史」（海人社)
- 「Conway All The World's Fightingships 1906–1921」（Conway）